# Biografielijst Kw

## Kwa

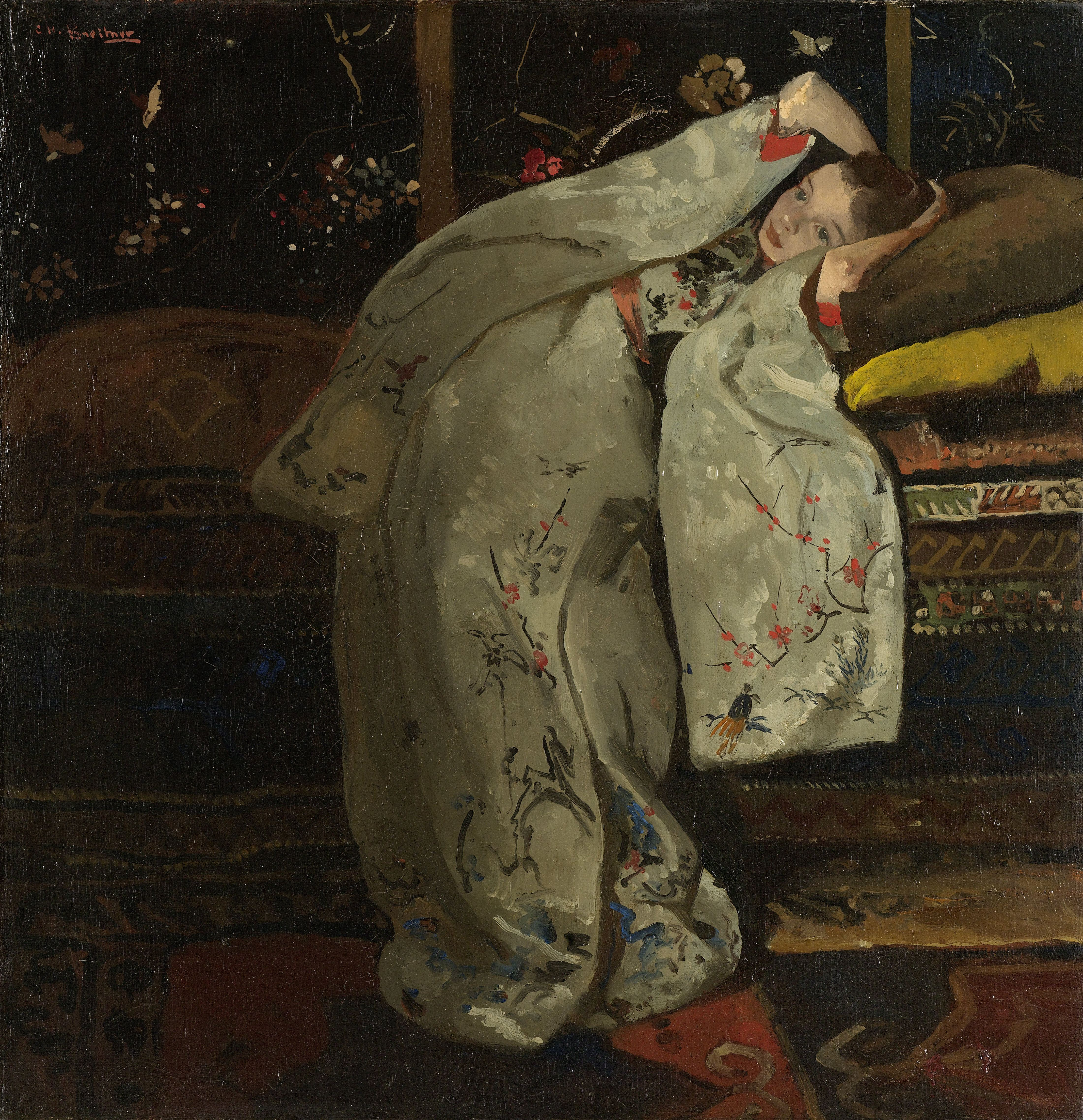
Meisje in witte kimono, Geesje Kwak, geportretteerd door Breitner

- Geesje Kwak (1877-1899), Nederlands schildersmodel
- Kees Kwakman (1983), Nederlands voetballer
- James Kwambai (1983), Keniaans atleet
- Michelle Kwan (1980), Amerikaans kunstschaatsster
- Jesualda Kwanten (1901–2001), Nederlands beeldhouwer, illustratrice, tekenares, etser en lithografe

## Kwi
- Harrie Kwinten (1962), Nederlands hockeyer
- Irena Kwiatkowska (1912-2011), Pools actrice
- Heinrich Kwiatkowski (1926-2008), Duits voetbaldoelman
- Paloma Kwiatkowski (1994), Canadees actrice

## Kwo
- Gary Kwok (1966), Canadees autocoureur
- Eric Kwong (1982), Hongkongs autocoureur
- Henry Kwong (1986), Hongkongs autocoureur